# Floridsdorfer AC
A Floridsdorfer AC egy osztrák labdarúgóklub, melynek székhelye Bécsben található. 1904-ben alapították. A másodosztályban szerepel. Az osztrák bajnokságot egy alkalommal (1917–18) nyerte meg.

## Sikerlista
- Osztrák bajnokság (1): 1917–18
- Osztrák kupa (2): 1914–15, 1917–18 (Nem hivatalos)